# Élections municipales de 2020 à Besançon
Pour un article plus général, voir Élections municipales de 2020 dans le Doubs.
Le premier tour des élections municipales françaises de 2020 à Besançon  a eu lieu le 15 mars 2020. Le second tour, initialement prévu le 22 mars 2020, est reporté au 28 juin 2020 en raison de la pandémie de maladie à coronavirus. Il s'agit d'un scrutin visant à élire les 55 conseillers municipaux et conseillers communautaires de la commune de Besançon pour un mandat de six ans, qui se tient les 15 et 22 mars 2020. Elles doivent permettre de désigner le successeur de Jean-Louis Fousseret, maire sortant élu depuis 2001 sous l'étiquette du Parti socialiste mais ayant rejoint La République en marche en 2017, qui ne se représente pas. À la veille des élections municipales de 2020, Besançon est avec Lyon l'une des deux seules villes de plus de 100 000 habitants dont le maire est membre du parti présidentiel.

## Modalités du scrutin
Le nombre de sièges à pourvoir au conseil municipal de Besançon correspond à celui des communes dont la population est comprise entre 100 000 et 150 000 habitants, soit 55 sièges. Les conseillers municipaux sont élus au suffrage universel direct pour une durée de mandat de six ans.
En tant que commune de 1 000 habitants et plus, le mode de scrutin en vigueur aux élections municipales de Besançon est celui du scrutin proportionnel de liste, à deux tours, avec prime majoritaire accordée à la liste arrivée en tête. Les listes en présence doivent être composées d’autant de femmes que d’hommes, avec une alternance obligatoire entre les deux sexes.
L'élection peut se limiter à un seul tour en cas de majorité absolue, ou donner lieu à un second tour, auquel cas :
- les listes qui ont obtenu au moins 10 % des suffrages exprimés peuvent s'y maintenir ;
- les candidats d'une liste qui a obtenu plus de 5 %, sans pouvoir se maintenir en tant que tels, peuvent rejoindre une autre liste[3], ce qui peut amener à modifier l'ordre de présentation des candidats.

Les élections municipales des communes de plus de 1 000 habitants constituent un scrutin majoritaire avec une dose proportionnelle : on attribue d'abord la moitié (arrondie si nécessaire à l'entier supérieur) des sièges à pourvoir à la liste qui a le plus de voix ; les autres sièges sont répartis entre toutes les listes présentes au dernier tour ayant eu plus de 5 % des suffrages exprimés (y compris la liste majoritaire) à la représentation proportionnelle à la plus forte moyenne. Ainsi, à Besançon, la liste arrivée en tête obtient automatiquement 28 sièges, les 27 sièges restants étant répartis selon le mécanisme décrit ci-avant.
À titre d'exemple, lors de l'élection municipale bisontine de 2014, aucune liste n'obtient la majorité absolue (50 % + 1 voix) au premier tour, un second tour s'avère donc nécessaire. Trois listes obtiennent plus de 10 % des suffrages exprimés lors de ce premier tour et peuvent donc se maintenir au second tour : celles de Jean-Louis Fousseret (33,63 %), Jacques Grosperrin (31,64 %) et Philippe Mougin (11,76 %). Deux listes, celles d'Emmanuel Girod (7,12 %) et de Franck Monneur (6,22 %), obtiennent plus de 5 % des voix et ont la possibilité de fusionner avec une autre liste, ce qu'elles ne font pas. Au second tour, la liste de Jean-Louis Fousseret arrive en tête et obtient donc la prime majoritaire de 28 sièges. Les 27 sièges restant sont répartis à la proportionnelle entre les listes de Jean-Louis Fousseret (47,38 % soit 13 sièges supplémentaires), Jacques Grosperrin (44,40 % soit 12 sièges), et Philippe Mougin (8,20 % soit 2 sièges).
Les candidats au premier tour doivent déposer leur liste en préfecture jusqu’à la date limite du 27 février 2020 tandis que les électeurs souhaitant participer au scrutin dans leur commune peuvent s'inscrire sur les listes électorales jusqu'au 7 février 2020.

## Contexte

### Évolution du contexte politique local
Jean-Louis Fousseret fait partie des premiers élus à rejoindre Emmanuel Macron lors du lancement du mouvement En marche ! en avril 2016.
Le 19 mai 2016, Éric Alauzet quitte le groupe écologiste à l'Assemblée nationale en compagnie de cinq autres députés, provoquant sa dissolution, et rejoint le groupe socialiste. En vue des élections législatives de 2017, il reçoit en date du 3 février 2017 le soutien du Parti socialiste qui ne lui oppose pas de candidat sur la deuxième circonscription du Doubs. Ayant voté pour Emmanuel Macron dès le premier tour de l'élection présidentielle, La République en marche lui refuse l'investiture qu'il sollicitait mais ne lui oppose pas de candidat.
Au 1er tour de l'élection présidentielle de 2017, Emmanuel Macron arrive en tête à Besançon avec 26,44 % des suffrages exprimés, devant le candidat de la gauche radicale Jean-Luc Mélenchon (25,55 %), suivi par le candidat de droite François Fillon (18,50 %), la candidate d'extrême-droite Marine Le Pen (13,80 %) et le socialiste Benoît Hamon (8,69 %). Depuis l'élection présidentielle de 1969, c'est la première fois où le candidat socialiste n'arrive pas en tête des votes bisontins lors du premier tour. Au second tour, Emmanuel Macron réalise un score de 77,81 % à Besançon contre 22,19 % pour Marine Le Pen.
Lors des élections législatives de 2017, les deux circonscriptions de Besançon sont remportées par les candidats investis ou soutenus par La République en marche. Dans la première, Fannette Charvier l'emporte au second tour face à la députée socialiste sortante Barbara Romagnan et dans la deuxième, Éric Alauzet est élu face au candidat des Républicains Ludovic Fagaut.
Le 19 juin 2017, au lendemain du second tour des élections législatives, le maire de Besançon Jean-Louis Fousseret annonce sur France Bleu Besançon qu'il démissionne du Parti socialiste. En 2018, il devient président de Tous Politiques !, l'institut de formation de La République en marche.
Le 14 septembre 2017, un groupe LREM est créé au sein du conseil municipal, rassemblant 13 élus de la majorité.
À la suite de l'éviction de Sophie Montel, Philippe Mougin et Julien Acard, les deux seuls élus du Front national au conseil municipal annoncent au cours du mois de septembre leur démission du parti et leur ralliement aux Patriotes de Florian Philippot.
Le 30 janvier 2019, 13 conseillers municipaux quittent le groupe majoritaire tout en restant dans l'exécutif afin de protester contre « ceux qui ont rompu le contrat de 2014 en quittant leur formation politique », visant notamment Jean-Louis Fousseret et Éric Alauzet. Parmi ces élus se trouvent cinq écologistes (dont Anne Vignot), cinq communistes (dont Christophe Lime), deux socialistes et un élu de la société civile.
Lors des élections européennes se tenant au mois de mai 2019, c'est à nouveau la liste LREM de Nathalie Loiseau qui arrive en tête à Besançon (24,02 %), suivie par la liste écologiste de Yannick Jadot (18,63 %) et celle du Rassemblement national de Jordan Bardella (14,39 %), tandis que les listes de la droite (8,22 %), de la France insoumise (8,11 %) et socialiste (7,69 %) réalisent un score très proche.

### Composition du conseil municipal avant l'élection
| Composition du conseil municipal de Besançon en 2019.           |           |                                           |      |
| Parti                                                           | Président | Président                                 | Élus |
| Majorité (39 sièges)                                            |           |                                           |      |
| Groupe socialiste et société civile républicaine                |           | Nicolas Bodin                             | 16   |
| Groupe La République en marche, progressistes et société civile |           | Jean-Louis Fousseret                      | 13   |
| Groupe Parti communiste français-Front de gauche                |           | Christophe Lime                           | 5    |
| Groupe Europe Écologie Les Verts                                |           | Anne Vignot                               | 5    |
| Opposition (12 sièges)                                          |           |                                           |      |
| Groupe Les Républicains et société civile                       |           | Jacques Grosperrin                        | 8    |
| Groupe Le Centre (Agir, UDI)                                    |           | Philippe Gonon et Catherine Comte-Deleuze | 2    |
| Groupe MoDem                                                    |           | Laurent Croizier                          | 2    |
| Non inscrits (4 sièges)                                         |           |                                           |      |

### Nouvelle organisation territoriale
À la suite de la loi portant nouvelle organisation territoriale de la République (loi NOTRe) qui aboutit à la fusion de la Bourgogne et de la Franche-Comté, Besançon perd son statut de capitale régionale en 2016 au profit de Dijon. Elle conserve néanmoins le siège du conseil régional, le Rectorat de région et le siège du CROUS, les directions régionales d'un certain nombre de services déconcentrés de l'État tels que la DREAL, la DIRECCTE, l'INSEE ou encore l'ADEME et 12 des 29 directions de services de la région.
La répartition des fonctions entre Besançon et Dijon créé des tensions dans les relations entre les deux villes. Ainsi, en mars 2016, après que Dijon ait été préférée à Besançon pour l'implantation d'un tribunal de commerce spécialisé, les élus francs-comtois montent au créneau : le député LR Marcel Bonnot interpelle le garde des sceaux Jean-Jacques Urvoas à l’Assemblée nationale et le député écologiste Éric Alauzet écrit directement au président de la République François Hollande. Le maire de Dijon François Rebsamen réplique en qualifiant l'attitude des élus bisontins de « comportements de gougnafiers ». En octobre 2017, la ministre de l'Enseignement supérieur Frédérique Vidal annonce que Besançon accueillera le Crous de Bourgogne-Franche-Comté. Lors du conseil métropolitain du 21 décembre 2017, les élus de Dijon Métropole adoptent un vœu pour demander au gouvernement de reconsidérer son choix mais en janvier 2018, le cabinet du président de la République confirme la décision d'implanter le Crous à Besançon.
En compensation de la perte de son statut de chef-lieu de région, Besançon a par dérogation la possibilité de transformer sa communauté d'agglomération en communauté urbaine. Ce changement devient effectif le 1er juillet 2019, la communauté d'agglomération du Grand Besançon devenant la communauté urbaine Grand Besançon Métropole.

### Controverses lors de la mandature 2014-2020

#### Armement de la police municipale
À la suite des attentats du 13 novembre 2015 en France, plusieurs journées de grève ont lieu au sein de la police municipale de Besançon au cours du mois de décembre 2015, pour réclamer l'autorisation de porter des armes à feu. Les groupes d'opposition des Républicains et de l’Union des démocrates et indépendants (UDI) déposent une motion lors du conseil municipal en faveur de l'armement de la police municipale, soutenue également par les deux conseillers municipaux du Front National. Mais le maire de Besançon Jean-Louis Fousseret n'y est pas favorable : « La question, c’est : le fait d’armer la police municipale améliore-t-il la sécurité ? Ma réponse est non. Au contraire, je pense qu’une telle surenchère les mettrait davantage en danger. ».

#### Arrêté anti-mendicité
Durant l'été 2018, le maire de Besançon Jean-Louis Fousseret prend un arrêté anti-mendicité qui vise à interdire « la consommation d'alcool, la mendicité accompagnée ou non d'animaux, les regroupements ainsi que la station assise ou allongée lorsqu'elle constitue une entrave à la circulation publique ». Cette décision créé une polémique largement couverte par les médias nationaux, aboutissant à des manifestations et des recours devant les tribunaux.

#### Projet d'écoquartier aux Vaîtes
Un projet d'écoquartier dans le secteur des Vaîtes est à l'étude depuis 2005, la ZAC des Vaîtes étant créée en 2011 : il consiste en la construction de 1 150 logements et de services publics (école, salle polyvalente, crèche) dans une zone jusque là très peu urbanisée et principalement tournée vers le maraîchage et l'horticulture. Des habitants du quartier se regroupent dès 2005 au sein de l'association Les Vaîtes pour s'opposer au projet. Une autre association intitulée Les Jardins des Vaîtes, créée en décembre 2018 et présidée par Claire Arnoux qui fut candidate de La France insoumise aux législatives de 2017, s'oppose également aux travaux. Le 14 février 2019, le conseil national de la protection de la nature émet un avis défavorable concernant le projet, estimant que « les mesures compensatoires ne sont pas suffisantes, elles ne sont pas proportionnées aux destructions d'espèces protégées et des habitats ». Dans la nuit du dimanche 24 au lundi 25 février 2019, un incendie probablement d'origine criminelle détruit la maison de projet de l’écoquartier. Le projet fait l'objet de vifs débats à plusieurs reprises lors des conseils municipaux : ainsi, lors du conseil municipal du 7 mars 2019, plusieurs élus de l'opposition remettent en cause le projet, dont le futur candidat des Républicains Ludovic Fagaut qui demande son abandon : « Les Vaîtes sont un poumon vert. Il nous faut protéger cet espace. À Besançon le taux de vacance des logements est de 8 % à 10 % et on veut construire davantage ? Il faut arrêter ce projet. ».

#### Zoo de la citadelle
Une pétition lancée le 15 janvier 2020 par l'association Humanimo qui demande la fermeture du zoo de la citadelle de Besançon rassemble plus de 45 000 signatures et enjoint les candidats à l'élection municipale de se positionner,. 

## Candidats

### Enregistrés
| Liste | Liste                                                    | Parti(s)                         | Candidat à la mairie    | Nuance | Ordre |
| ----- | -------------------------------------------------------- | -------------------------------- | ----------------------- | ------ | ----- |
|       | Besançon verte et solidaire                              | collectif soutenu par LFI        | Claire Arnoux           | LFI    | 1     |
|       | Ensemble !                                               | DVC                              | Alexandra Cordier       | DVC    | 2     |
|       | Changeons Besançon                                       | RN                               | Jacques Ricciardetti    | RN     | 3     |
|       | Besançon par nature                                      | EÉLV - G·s - PCF - PRG - PS - PP | Anne Vignot             | UG     | 4     |
|       | L'Écologie positive                                      | LREM - MoDem - MEI - UDE         | Éric Alauzet            | UC     | 5     |
|       | Besançon maintenant !                                    | LR                               | Ludovic Fagaut          | LR     | 6     |
|       | Les régionalistes                                        | MFC                              | Jean-Philippe Allenbach | REG    | 7     |
|       | Lutte ouvrière – Faire entendre le camp des travailleurs | LO                               | Nicole Friess           | EXG    | 8     |
|       | Bisontines, Bisontins                                    | DVG                              | Karim Bouhassoun        | DVG    | 9     |

#### Éric Alauzet — La République en marche

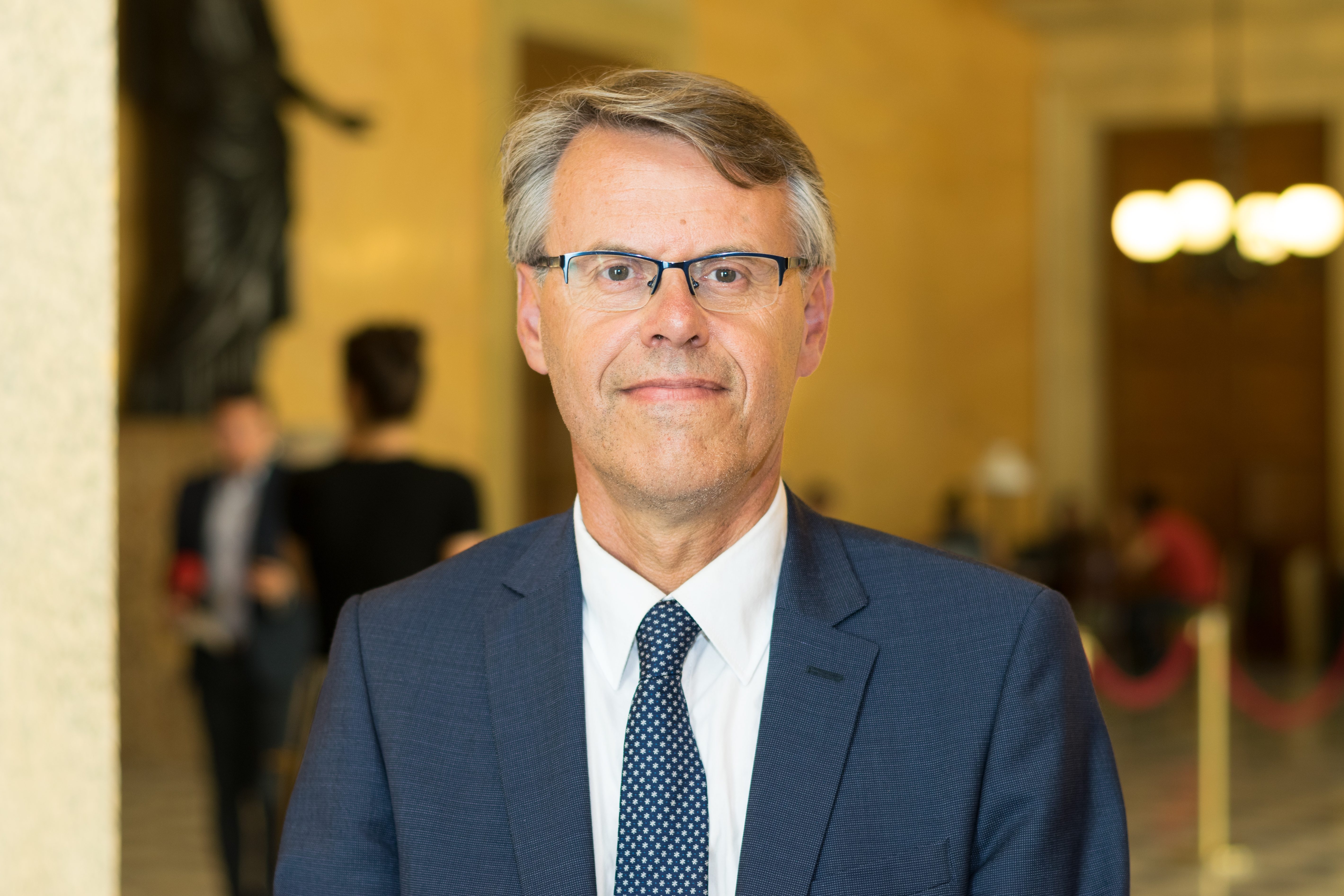
Éric Alauzet

Éric Alauzet, né le 7 juin 1958 à Nancy (Meurthe-et-Moselle), sera âgé de 61 ans lors des élections municipales de 2020. Il s'était déjà présenté comme tête de liste aux élections municipales de 2001 pour le parti Les Verts, obtenant 16,01 % des suffrages exprimés. Médecin-acupuncteur de profession, il est député de la deuxième circonscription du Doubs, élu une première fois en 2012 avec l'étiquette Europe Écologie Les Verts (EÉLV) et réélu en 2017 avec le soutien implicite de La République en marche (LREM) qui ne lui oppose pas de candidat. Conseiller municipal depuis 1991, il a également été adjoint au maire chargé de l'Environnement de 2001 à 2008, vice-président du Conseil général du Doubs de 2008 à 2014 et conseiller régional de Franche-Comté.
Il annonce sa candidature à la mairie de Besançon le 6 décembre 2018. Le 16 janvier 2019, 19 anciens élus bisontins publient une tribune de soutien au candidat dans laquelle ils déclarent : « Au moment où notre Nation traverse une crise grave, où nos concitoyens expriment une attente forte à l’égard de leurs responsables politiques, nous avons besoin d’élus s’appuyant sur un parcours sérieux et des valeurs fortes pour rassembler autour d’un projet commun. Éric Alauzet a démontré qu’il en avait les qualités ». Parmi les signataires se trouvent l'ancienne députée et secrétaire d'État socialiste Paulette Guinchard-Kunstler, l'ancien député Michel Bourgeois, d'anciens adjoints du maire sortant ou encore Franck Moneur, ancien conseiller municipal socialiste et tête de liste de « Besançon Générations citoyennes » en 2014 qui devient son directeur de campagne. Le 9 février, ce sont des adhérents et élus du parti LREM qui affichent leur soutien, dont la députée Fannette Charvier ainsi que 9 des 13 membres du groupe LREM au conseil municipal et le 23 février ce sont 18 maires de communes de la communauté urbaine qui font de même. La commission nationale d'investiture de LREM valide la candidature d'Éric Alauzet à l'unanimité. Cependant la référente LREM du Doubs, Alexandra Cordier, elle aussi candidate à l'investiture en réfère à Marlène Schiappa estimant qu'il y a une carence en termes de parité et de renouvellement au niveau du choix des têtes de listes. Le 10 juillet 2019, le comité exécutif LREM valide l'investiture d'Éric Alauzet avec 11 voix contre 8 pour Alexandra Cordier.
Le 11 décembre 2019, le MoDem décide de le rejoindre après avoir siégé au conseil municipal grâce à l'union de la droite et du centre droit lors des élections municipales de 2014. Il est également soutenu par le Mouvement écologiste indépendant (MEI) d'Antoine Waechter.
Sa liste intitulée L'Écologie positive est présentée le samedi 15 février 2020 au Kursaal : la moyenne d'âge est de 50 ans et 42 des 57 colistiers n'ont jamais eu de mandat électif. En deuxième position, celle qui serait sa première adjointe est Karima Rochdi, 45 ans, conseillère municipale depuis 2014 où elle figurait sur la liste de Jean-Louis Fousseret. Laurent Croizier, 45 ans, président du Modem du Doubs et professeur des écoles, figure en troisième position ; Frank Monneur, ancien conseiller municipal et tête de liste en 2014 est en septième position ; Fannette Charvier, députée du Doubs, est en quarantième position.

#### Jean-Philippe Allenbach — Mouvement Franche-Comté
Jean-Philippe Allenbach, né le 9 janvier 1948 à Besançon, sera âgé de 72 ans lors des élections municipales de 2020. Retraité, il a fait sa carrière professionnelle en tant que consultant économique et financier. Il s'était déjà présenté comme tête de liste aux élections municipales de 2001, obtenant 4,08 % des suffrages exprimés, et il était présent en 2008 sur la liste (en 21e position) du candidat de l'UMP Jean Rosselot mais non élu. Diplômé de l'Institut d'études politiques de Paris et licencié en sciences économiques de la faculté d'Assas, il a fondé et présidé le Parti fédéraliste de 1995 à 2005.
Il mène une liste des autonomistes du Mouvement Franche-Comté (MFC), nommée « Utinam » (« Plaise à Dieu », la devise bisontine). Le MFC prévoit notamment d'organiser dans la région un référendum de sécession avec la Bourgogne et un référendum d'initiative citoyenne au niveau municipal,.
Le 2 janvier 2020, il renomme sa liste « Les régionalistes ».
Il reçoit le soutien de quatre mouvements régionalistes : le Parti lorrain, 100% Savoie, les Fédérés et Unser Land.

#### Claire Arnoux — La France insoumise
Claire Arnoux, née le 27 avril 1984 à Besançon, sera âgée de 35 ans lors des élections municipales de 2020. Professeure d'histoire-géographie, elle a déjà été candidate aux législatives de 2017 pour La France insoumise dans la deuxième circonscription du Doubs. Elle figurait également en deuxième position sur la liste du Parti de gauche d'Emmanuel Girod pour les municipales de 2014. Elle est désignée tête de la liste « Besançon verte et solidaire » par l'assemblée des signataires du 18 décembre 2019. Les trois candidats suivants sur la liste sont Jérome Scherer, Séverine Véziès et Marc Paulin.
Lors d'un communiqué de presse publié le 14 septembre 2018, la section locale de la France insoumise rejette toute idée de dialogue avec les autres partis de gauche en vue d'une liste de rassemblement : « Comment comprendre que, parmi toutes les belles personnes qui affirment par voie de presse vouloir entamer un dialogue avec nous, aucune n’ait daigné nous contacter ? Bref, tout ceci n’est pas sérieux et nous n’avons pas de temps à perdre à recoller les miettes d’un conseil municipal usé et à bout de souffle. ».
Le 8 novembre 2019, lors d'une conférence de presse, le collectif Besançon verte et solidaire, soutenu par La France insoumise, annonce la création d'une « liste citoyenne » pour les élections municipales de 2020. Le collectif rassemble une centaine de signataires à la date du lancement.
La députée européenne Anne-Sophie Pelletier, apporte publiquement son soutien au collectif Besançon verte et solidaire le 8 novembre 2019. Le militant Gilet jaune Christian Alliet, chauffeur de bus retraité âgé de 62 ans, qui avait déclaré en décembre 2018 vouloir conduire une liste « éclectique et participative » aux élections municipales s'est finalement rallié à la liste Besançon verte et solidaire.
La liste Besançon verte et solidaire est présentée le lundi 10 février 2020 au centre Pierre Mendès France : la moyenne d'âge est de 47 ans et comprend notamment onze militants de la France insoumise et dix Gilets jaunes. Celui qui figure en deuxième position et deviendrait le premier adjoint de Claire Arnoux est Jérôme Scherer, un créateur d'entreprise et militant associatif de 29 ans.

#### Karim Bouhassoun — Bisontines - Bisontins
Karim Bouhassoun, né le 8 mai 1979 à Villeneuve-Saint-Georges (Val-de-Marne), sera âgé de 40 ans lors des élections municipales de 2020. Diplômé de Sciences Po Paris, il est depuis 2014 conseiller au cabinet de Marie-Guite Dufay, la présidente de la région Bourgogne-Franche-Comté, et a été directeur adjoint du cabinet du maire socialiste de Nevers. Il a déjà participé à des élections municipales en 2014 à Vigneux-sur-Seine où il figurait en neuvième position sur la liste d'Union de la gauche du socialiste Didier Hoeltgen, mais non élu.
Cofondateur du mouvement Bisontines - Bisontins, il annonce sa candidature le 17 septembre 2019. Le 4 octobre, le cofondateur du mouvement Hamid Asseila annonce qu'il quitte Bisontines - Bisontins sans donner d'explication à son départ.
Il dévoile sa liste Bisontines-Bisontins la liste citoyenne de Besançon le lundi 17 février 2020 à la MJC de Palente : aucun des colistiers n'est élu ou ancien élu, et aucun n’appartient à un parti politique. La seconde sur la liste est Françoise Leroy, 60 ans, cadre associatif.

#### Alexandra Cordier — Sans étiquette
Alexandra Cordier, née le 17 juin 1983 à Besançon, sera âgée de 36 ans lors des élections municipales de 2020. Ancienne référente départementale LREM du Doubs, annonce sa candidature à l'investiture du parti le 21 juin 2019. Membre du cabinet de Jean-Louis Fousseret depuis 2008 et attachée de presse de la ville de Besançon depuis 2016, elle bénéficie du soutien du maire sortant.
Avec 8 voix en sa faveur lors de la commission nationale d'investiture contre 11 pour son concurrent Éric Alauzet, elle n'est pas retenue par le parti. Selon un article du quotidien Le Parisien, Marlène Schiappa, Secrétaire d'État à l'Égalité entre les femmes et les hommes a marqué sa réprobation à la suite de ce choix lors du bureau exécutif en déclarant : « Ça fait deux ans que je vais sur tous les plateaux de télé pour dire que tout va bien chez nous, ne me rendez pas la tâche impossible ! Ne comptez plus sur moi pour défendre la moindre nomination d'homme à partir de maintenant. ». Après l'annonce de la candidature dissidente de Cédric Villani à Paris, elle déclare au journal L'Opinion envisager cette possibilité : « Je continue de croire à l'unité. L'étape d'après, c'est de réfléchir à une candidature. Cédric Villani va offrir cette option à beaucoup de marcheurs. ». Le 11 octobre 2019, après une ultime réunion de conciliation avec Éric Alauzet, tous deux actent d'une rupture poussant Alexandra Cordier à envisager plus encore une candidature dissidente. Le candidat du parti Les Républicains Ludovic Fagaut déclare le 16 octobre sur France Bleu Besançon que « la porte n'est pas fermée » si Alexandra Cordier venait à le solliciter tandis que le 18 octobre Randall Schwerdorffer, avocat dans les affaires Daval et Frédéric Péchier, publie sur Facebook un message en faveur d'une candidature dissidente d'Alexandra Cordier. Frank Monneur, directeur de campagne d'Éric Alauzet et la députée Fannette Charvier demandent la démission d'Alexandra Cordier de son rôle de référente départementale du parti au cas où elle s'obstinerait à ne pas soutenir le candidat officiellement investi. Elle quitte effectivement cette fonction le 15 novembre 2019 tout en restant membre du parti. Elle annonce officiellement sa candidature le 14 décembre 2019 à la tête d'une liste sans étiquette baptisée « Ensemble ! » et sur laquelle doivent notamment figurer le maire sortant Jean-Louis Fousseret, les conseillers municipaux de centre-droit Philippe Gonon (Agir) et Catherine Comte-Deleuze (UDI) (qui n'ont pas le droit de revendiquer leur appartenance partisane sur consigne de leurs partis respectifs) ainsi que les avocats Randall Schwerdorffer et Ornella Spatafora,. Sa candidature a pour conséquence d'entraîner son exclusion de La République en marche le 19 décembre 2019.
Alexandra Cordier présente sa liste Ensemble ! le samedi 15 février 2020 à la Cité des Arts : la moyenne d'âge de la liste est de 48 ans et elle comprend cinq élus sortants. L'avocat Randall Schwerdorffer, 50 ans, connu pour être l'avocat de Jonathann Daval et de Frédéric Péchier, y est présent en seconde position mais a déclaré ne pas vouloir siéger en tant qu'adjoint mais simple conseiller municipal dans l'hypothèse d'une élection d'Alexandra Cordier comme maire. Parmi les autres personnalités présentes sur la liste se trouvent Philippe Gonon, conseiller municipal sortant et conseiller départemental du Doubs qui s'était présenté à l'élection municipale de 2008 comme tête de liste du MoDem ; le champion du monde de cyclisme sur piste Morgan Kneisky en 54e position ; et le maire sortant Jean-Louis Fousseret en 56e position.

#### Ludovic Fagaut — Les Républicains

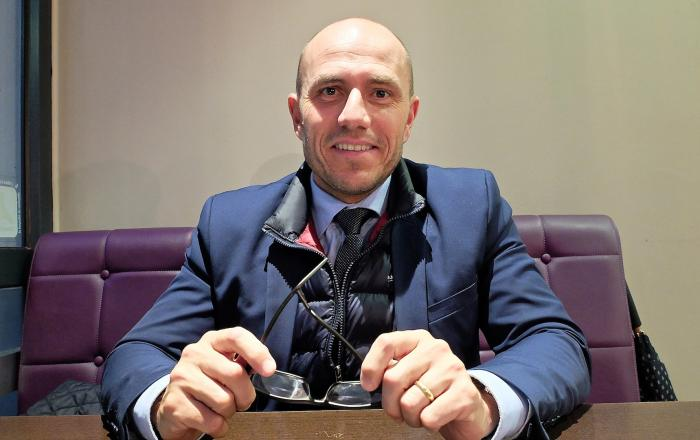
Ludovic Fagaut

Ludovic Fagaut, né le 6 août 1978 à Dole (Jura), sera âgé de 41 ans lors des élections municipales de 2020. Principal du collège Georges Pompidou de Pouilley-les-Vignes, conseiller municipal d'opposition à Besançon depuis 2014, il est également depuis 2015 vice-président du conseil départemental du Doubs chargé des sports, de la culture et de la citoyenneté. Candidats aux élections législatives de 2017 dans la deuxième circonscription du Doubs, il est défait au deuxième tour en obtenant 37,81 % des voix contre 62,19 % pour son adversaire Éric Alauzet.
Après une campagne de communication démarrée quelques jours auparavant par le biais d'une vidéo « teasing », il annonce sa candidature le 5 octobre 2019 en compagnie du sénateur Jacques Grosperrin qui était d'abord pressenti pour porter les couleurs du parti de droite. Il mène une liste intitulée « Besançon maintenant ! » largement renouvelée autour de nouvelles têtes issues pour bon nombre de la droite, du centre droit et de la société civile.
Il lance sa campagne le 18 janvier 2020 au Palais des sports de Besançon devant près de 350 personnes. Il présente à cette occasion plusieurs thématiques dont le projet Port Citadelle (déjà initié en 2014) et quelques colistiers.
Ludovic Fagaut présente sa liste intitulée Besançon maintenant ! le samedi 8 février 2020 au fort de Beauregard : la moyenne d'âge est de 50 ans et elle intègre 18 membres du parti Les Républicains et 37 personnes issues de la société civile. Celle qui se trouve en deuxième position et deviendrait première adjointe est Claude Varet, une avocate de 60 ans.

#### Nicole Friess — Lutte ouvrière
Nicole Friess, née le 22 août 1953 à Besançon, sera âgée de 66 ans lors des élections municipales de 2020. Employée retraitée de l'hôpital public, elle s'est déjà présentée à deux reprises aux élections municipales de Besançon, celle de 2014 lors de laquelle elle avait obtenu 1,23 % des voix et celle de 2008 où elle avait réalisé un score de 2,03 %.

#### Jacques Ricciardetti — Rassemblement national

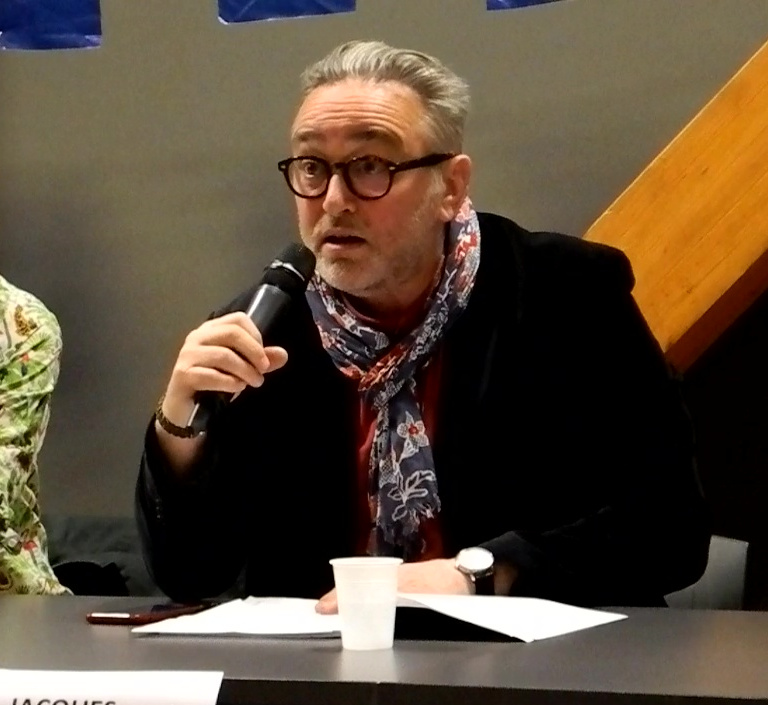
Jacques Ricciardetti

Jacques Ricciardetti, né le 26 mai 1965 à Besançon, sera âgé de 54 ans lors des élections municipales de 2020. Chargé de clientèle dans le privé et délégué départemental du Rassemblement national dans le Doubs, il est conseiller régional de Bourgogne-Franche-Comté depuis 2015 et maire de la commune de Tressandans (24 habitants) depuis 2001.
Il a été choisi comme tête de liste par le Rassemblement national.

#### Anne Vignot — Europe Écologie Les Verts
Anne Vignot, née le 28 février 1960 à Dole (Jura), sera âgée de 60 ans lors des élections municipales de 2020. Géographe, ingénieure de recherche au Centre national de la recherche scientifique (CNRS), elle a également été directrice du jardin botanique de Besançon. Actuelle présidente du groupe Europe Écologie Les Verts (EELV) au conseil municipal et adjointe au maire chargée de l'Environnement lors de la mandature 2014-2020, elle fut conseillère régionale de Franche-Comté de 2010 à 2015.
Elle annonce son souhait d'être candidate aux élections municipales de Besançon le 10 septembre 2018 en déclarant vouloir mener une liste réunissant EELV, le PCF, Génération.s et La France insoumise. En mars 2019, Anne Vignot, Christophe Lime, adjoint au maire et membre du Parti communiste, et Joseph Gosset, porte parole de l'association À gauche citoyens ! se rassemblent dans un collectif dénommé L'Équipe en vue d'une candidature unique de la gauche pour les élections municipales. Lors d'une conférence de presse se déroulant le 3 juillet 2019 au Kursaal, L'Équipe officialise la candidature d'Anne Vignot comme tête de liste. Lors d'une interview à France Info donnée le 26 août, le député européen Yannick Jadot cible Besançon comme une des villes que les écologistes souhaitent remporter : « Plus le rapport de force écolo sera fort et plus nous serons en situation de faire de Paris la capitale de l'écologie. Et pour y arriver, il vaut mieux un maire écolo à Paris, Besançon, Nantes, Rennes... ». Au début du mois d'octobre, L'Équipe enregistre le ralliement du Parti socialiste et de son candidat Nicolas Bodin, ainsi que de la section locale du parti Génération.s menée par l'ancienne députée socialiste frondeuse Barbara Romagnan, faisant d'Anne Vignot la tête d'une liste d'union de la gauche. Elle lance sa campagne le 12 octobre au Kursaal en présence des autres figures de proue du rassemblement. Le 21 décembre, le nom de la liste menée par Anne Vignot, « Besançon par nature », est dévoilé et le soutien de trois nouvelles formations, le Parti radical de gauche, Cap21 et Urgence écologie, est officialisé. Le 17 février 2020, une trentaine d'élus et anciens élus de la ville et de la région publient signent un texte de soutien à la candidate : « Nous sommes convaincu·e·s qu’Anne Vignot et son équipe feront de Besançon une ville pleinement ancrée dans le XXIe siècle : une ville où il fait bon vivre, une ville résiliente, une ville durable, une ville attractive. ». Parmi les signataires se trouvent, la présidente socialiste de la région Bourgogne-Franche-Comté Marie-Guite Dufay, l'ancienne députée socialiste Barbara Romagnan, le sénateur Martial Bourquin, l'ancien conseiller régional écologiste et frère du maire sortant Alain Fousseret, et des anciens ou actuels adjoints du maire sortant.
La liste Besançon par nature est présentée le samedi 8 février 2020 sur le site de la Malcombe : la moyenne d'âge est de 47 ans et elle comporte 14 élus sortants et 26 personnes issues de la société civile,. Vingt personnes représentent Europe Écologie Les Verts, 14 le Parti socialiste, 9 Génération.s, 8 le Parti communiste, 5 À Gauche citoyens[réf. nécessaire], une le Parti pirate et une est sans étiquette. En deuxième position se trouve le socialiste Nicolas Bodin, 48 ans, deuxième adjoint lors de la mandature 2014-2020 ; Christophe Lime, chef de file du Parti communiste est en quatrième position ; l'ancienne députée socialiste et désormais membre de Génération.s Barbara Romagnan est en dernière position.

### Candidatures non retenues ou retirées

#### Nicolas Bodin — Parti socialiste
Nicolas Bodin, né le 4 mai 1971 en Charente-Maritime, sera âgé de 48 ans lors de l'élection municipale de 2020. Maître de conférences à l'École nationale supérieure de mécanique et des microtechniques (ENSMM) et 2e adjoint au maire délégué à l'urbanisme lors de la mandature 2014-2020, il a été directeur de campagne de Jean-Louis Fousseret lors des élections municipales de 2008 et 2014.
Adhérent du Parti socialiste depuis 1997, secrétaire de la section PS de Besançon de 2005 à 2015 et premier secrétaire fédéral du Parti socialiste du Doubs de 2005 à 2018, il officialise sa candidature à l'investiture du parti le 31 janvier 2019. Seul candidat en lice après le retrait de Patrick Bontemps, il est désigné candidat le 28 mars lors d'un vote des adhérents du PS de Besançon. Après avoir envisagé mettre en place une liste d'union de la gauche avec Europe Écologie Les Verts, Génération.s, le Parti communiste et À gauche citoyens ! Nicolas Bodin décide somme toute en juin 2019 de faire cavalier seul, après des désaccords avec les autres partis portant notamment sur le choix d'une tête de liste socialiste. Le 11 octobre, il annonce finalement sur les ondes de la radio France Bleu Besançon le ralliement du Parti socialiste à une liste d'union de la gauche derrière la tête de liste écologiste Anne Vignot. Il avance comme raison à ce ralliement le fait qu'« à Besançon, le maire est socialiste depuis quasiment 70 ans. Donc ça devient un vrai problème politique et moral de voir éventuellement cette ville basculer. » et de souhaiter « que la ville de Besançon demeure une ville de gauche et qu'on puisse continuer à mener des politiques de gauche sur ce territoire ». Par un vote formel ayant lieu le 16 octobre, les militants socialistes se prononcent à 68 % en faveur de ce rassemblement, en comptant le vote blanc, et à 83 % des suffrages exprimés. Cette décision est critiquée par le candidat LREM Éric Alauzet qui dans un communiqué écrit que « le PS ferme la porte à plus de 60 ans de socialisme éclairé à Besançon. Le choix effectué par la section socialiste de Besançon signe la mort sans combattre du PS historique à Besançon. C’est la disparition du mouvement social-démocrate leader, ouvert, et tolérant qui a fait corps durant toutes ces années avec sa ville et ses habitants. ». En réponse Nicolas Bodin déclare : « Éric Alauzet se préoccupe donc de l’état du PS… Il est vrai qu’il s’en est fortement préoccupé par le passé, quand il a eu besoin des militants PS ou de leur investiture dans le cadre des accords avec EÉLV… Il s’en est un peu moins préoccupé lorsqu’en 2017, après avoir louvoyé pendant toute la campagne présidentielle entre Hamon et Macron, il a doublé le PS (sans demander l’avis des militants…), se ralliant à LREM pour conserver son siège au Palais Bourbon. ».

#### Patrick Bontemps — Parti socialiste
Patrick Bontemps, adjoint chargé de la culture, annonce sa candidature à l'investiture du Parti socialiste le 17 mars puis renonce le 22 mars dans un courrier où il explique : « Ne souhaitant pas apporter confusion et division au sein de notre parti, et afin d’être le mieux armé pour affronter les échéances à venir, j’ai décidé de retirer ma candidature à la tête de liste PS pour les élections municipales de 2020. ».

#### Laurent Croizier — MoDem
Laurent Croizier, conseiller municipal d'opposition depuis 2014 et chef de file du MoDem à Besançon, devait annoncer fin novembre 2019 si le parti présentait son propre candidat ou en soutenait un autre.
Le 11 décembre, Le MoDem décide de s'allier à Eric Alauzet (LREM)

#### Jacques Grosperrin — Les Républicains
Jacques Grosperrin, tête de liste de l'UMP en 2014 et leader de l'opposition municipale a renoncé à se présenter alors que selon lui, son parti souhaitait le voir être candidat. Dans une conférence de presse commune le 5 octobre 2019, il annonce son désistement en faveur de Ludovic Fagaut, expliquant notamment vouloir laisser place à de nouvelles générations et ne pas pouvoir cumuler le mandat de maire avec son mandat actuel de sénateur.

#### Valentin Lamielle
Valentin Lamielle, 24 ans, ex-délégué départemental des Jeunes Populaires et dirigeant de start-up, brigue l'investiture du parti La République en marche en envoyant son dossier directement à la commission nationale d'investiture. Il n'est finalement pas auditionné. Il choisit de soutenir Éric Alauzet.

## Campagne

### Thèmes de campagne

#### Gratuité des transports en commun
Trois listes optent pour la mise en place d'une gratuité totale des transports en commun, celles de Claire Arnoux (LFI), Karim Bouhassoun (Bisontines - Bisontins) et de Nicole Friess (Lutte ouvrière) en prenant exemple sur d'autres villes l'ayant déjà expérimentée telles que Châteauroux, Dunkerque ou Niort. D'autres candidats n'envisagent la gratuité que pour certaines catégories de population : les enfants de moins de 11 ans pour Alexandra Cordier, les jeunes jusqu'à la classe de seconde pour Ludovic Fagaut (LR), les moins de 26 ans et les bénéficiaires des minima sociaux pour Anne Vignot, les séniors aux heures creuses pour Éric Alauzet (LREM). Ce dernier réfléchit également à une tarification basée sur les revenus et envisage un demi-tarif pour les étudiants tandis que Jean-Philippe Allenbach suggère une gratuité le samedi uniquement. Jacques Ricciardetti (RN) est opposé à toute forme de gratuité.
Le 4 novembre, des militants du mouvement Extinction Rebellion mènent une action en s'enchaînant à des distributeurs de billets au niveau de deux arrêts de tramway et en installant des panneaux « Hors Service » sur des dizaines d'autres automates afin d'exiger la gratuité des transports en commun. Par ailleurs, cette thématique donne lieu à un débat entre les listes de La République en marche et de la France insoumise. Le candidat LREM déclare ne pas partager le point de vue de LFI et estime que la gratuité est une « illusion » car « ce sont près de 12 millions d'euros qu'il faudrait trouver ailleurs. […] Ce serait donc la double peine pour nos concitoyens : augmentation très sensible des impôts et réduction drastique à terme du réseau de bus dans nos quartiers. La gratuité se paierait durement ». Claire Arnoux, tête de la liste Besançon verte et solidaire initiée par LFI, prend le contrepied de cette déclaration : « Il nous dit : blablabla les raisonnables, c’est nous. Mais ce sont ces “raisonnables” qui nous ont mis dans la catastrophe climatique dans laquelle on est, et qui continuent d’appuyer sur l’accélérateur. Nous ne sommes pas des doux rêveurs : ce qu’on propose a été fait ailleurs. Les vrais raisonnables, c’est nous. ».

#### Lutte contre le réchauffement climatique
Pour lutter contre les effets du réchauffement climatique, Ludovic Fagaut (LR) prévoit la plantation de 30 000 arbres et le développement d’îlots de végétalisation. Éric Alauzet prévoit également un grand plan de renaturation de la ville en transformant le boulevard Nord en avenue arborée, en faisant des plantations sur la place de la Révolution et rue de la République, et en végétalisant façades et cours d'écoles. Jean-Philippe Allenbach ne place pas l'écologie dans les priorités de sa candidature : « Avant de s’occuper de la planète, mieux vaux se préoccuper de la situation et des difficultés des gens ».

#### Mobilités
La thématique des mobilités est présente de manière notable dans les programmes des candidats ainsi que dans les préoccupations des électeurs. Selon le sondage Ipsos publié le 16 janvier, la question de la circulation et du stationnement arrive en troisième position des priorités des Bisontins devant les transports en commun qui se placent en quatrième position. Alexandra Cordier propose la construction d'un téléphérique urbain reliant le plateau de Saône au centre-ville en desservant la citadelle pour un budget estimé de 50 millions d'euros, ainsi que la prolongation des lignes de tramway jusqu'à Châteaufarine et la gratuité du stationnement entre midi et 14 heures. Le candidat des Républicains Ludovic Fagaut propose pour sa part la construction d'une télécabine entre les Prés-de-Vaux et la citadelle, la gratuité du stationnement sur le temps de midi et la mise en place de navettes électriques vers le centre-ville. 
Le développement des infrastructures cyclables est partagé par la grande majorité des candidats. En effet, une enquête nationale baptisée « Parlons vélo des villes cyclables » menée par la Fédération française des usagers de la bicyclette (FUB) et rendue publique au début du mois de février accorde une note médiocre à la ville de Besançon,. Anne Vignot propose la création d'un réseau express vélo sur les axes principaux de la ville, tout comme la liste Besançon verte et solidaire menée par Claire Arnoux dont le réseau express serait constitué de six itinéraires en site propre, celle d'Éric Alauzet dont le programme prévoit cinq axes cyclables en site propre pour une longueur totale de 50 kilomètres et un budget d'1,5 million d'euros par an.

#### Sécurité

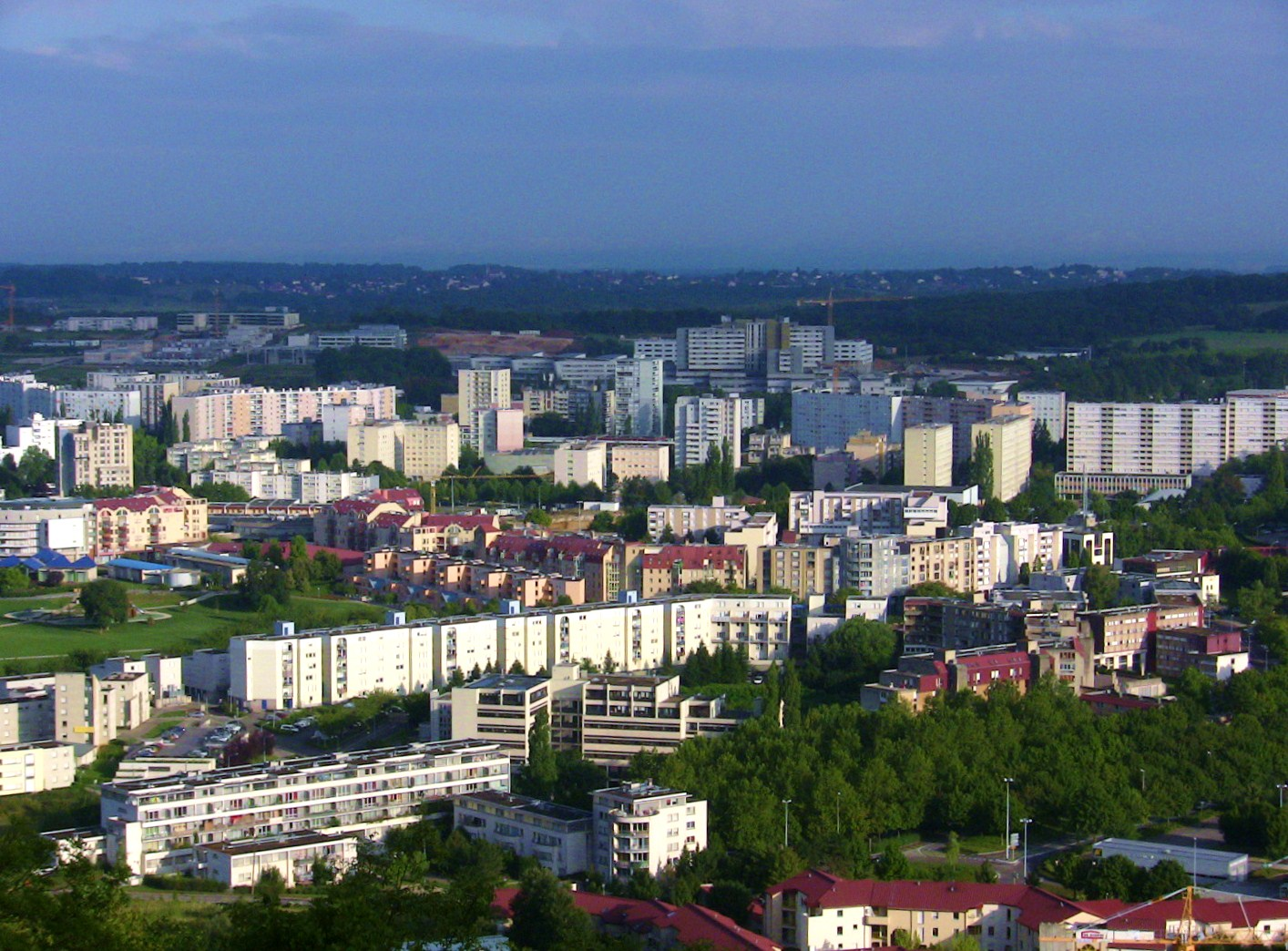
Le quartier de Planoise.

Le 3 décembre 2019, à l'occasion d'une conférence de presse portant sur le thème de la sécurité, le candidat de La République en marche Éric Alauzet se prononce en faveur de l'équipement de la police municipale en armes létales. Le candidat des Républicains Ludovic Fagaut indique que son parti est favorable depuis longtemps à cette mesure : « Nous portons le projet d'armement de la police municipale par conviction, mais aussi par nécessité de sécuriser un territoire, ce qui n'est pas forcément le cas d'autres candidats qui, par opportunisme, utilisent cet argument. ». Jacques Ricciardetti, tête de liste du Rassemblement national, est également pour parce qu'« un policier désarmé est un policier en danger » tandis que les trois candidates de gauche s'y opposent fermement. Anne Vignot (Europe Écologie Les Verts) s'interroge sur l'utilité de cette mesure (« En quoi l’armement de la police municipale peut-il répondre à cette fracture sociale et à cette dérive de la criminalité ? Les pompiers aussi se sont fait caillasser. Il ne vient à l’idée de personne de les armer. »), tout comme Claire Arnoux (La France insoumise) dont le collectif déclare dans un communiqué que « le port des armes létales doit rester la prérogative de la police nationale dans le cadre de ses missions de protection de la population. » et Nicole Friess (Lutte ouvrière) pour qui « faire de la surenchère dans les poubelles de l’extrême droite, c’est accélérer l’escalade de la violence ». Parmi les autres candidats, Jean-Philippe Allenbach veut « armer et tripler les effectifs de la police municipale » et Alexandra Cordier indique sur son site de candidature que sa liste proposera « de former et d’armer les policiers municipaux lorsqu’ils patrouilleront avec la police nationale ».
Ce thème de campagne devient particulièrement prégnant dans la campagne des municipales à Besançon à la suite d'un fait divers survenu le 25 décembre 2019, quand trois personnes sont blessées, dont deux grièvement, lors d'échanges de tirs dans le quartier de Planoise, probablement à l'aide de fusils d'assauts, une grenade étant également retrouvée sous un véhicule. La presse nationale s'en fait largement l'écho, à l'instar du quotidien Le Monde débutant ainsi un article consacré à l'incident : « Trois blessés, des assaillants en fuite et un début de passe d’armes entre des candidats aux municipales, à quelques mois du scrutin. ». Le 31 décembre, des individus provoquent l'incendie de la fourrière située à Planoise en mettant le feu à une voiture volée, près de 150 véhicules sont détruits et un supermarché voisin est endommagé. En réaction à ces incidents, Laurent Nuñez, secrétaire d'État auprès du ministre de l'Intérieur, se rend le 31 janvier 2020 à Besançon et notamment dans le quartier de Planoise.

#### Urbanisation des Vaîtes

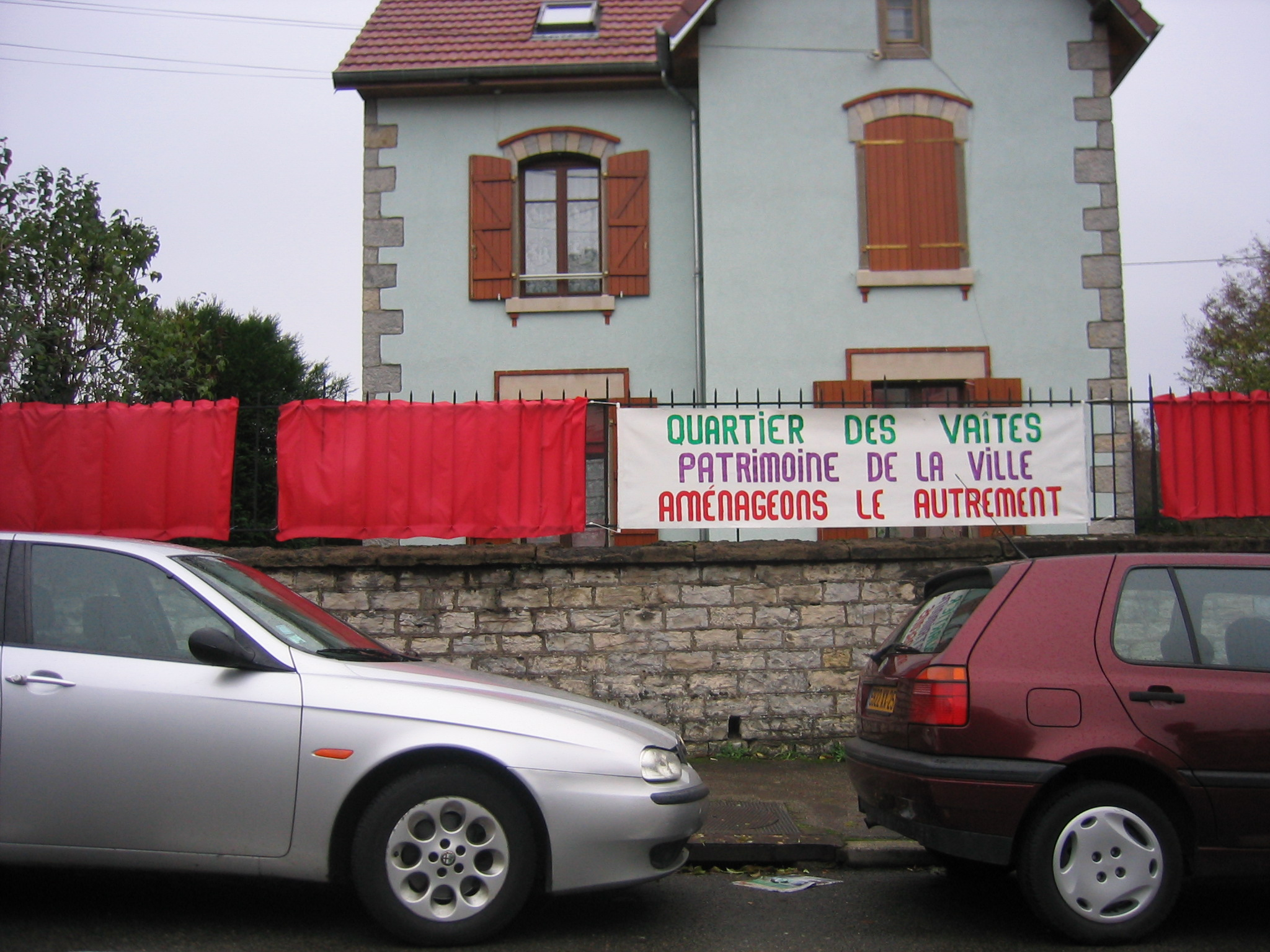
Banderoles d'habitants du quartier contre le projet d'aménagement, en 2006.

Le projet d'écoquartier dans le secteur des Vaîtes, lancé lors des mandatures précédentes, est particulièrement controversé et l'objet de nombreuses prises de position de la part des divers candidats à l'élection. La plus impliquée dans ce dossier est la tête de liste de la France insoumise, Claire Arnoux, qui est par ailleurs présidente de l'association Les jardins des Vaîtes et qui demande l'abandon pur et simple de ce projet : « Les Vaîtes, c’est aussi le symptôme et un exemple de ces grands projets inutiles décidés par des élu·es en totale déconnexion des besoins et des avis des habitant·es, et même pire, contre eux. ». Pour éviter la polémique, le candidat LREM Éric Alauzet évoque la mise en place d'une « convention citoyenne » constituée de trente à cinquante habitants amenés à émettre un avis sur le sujet, tout comme la candidate écologiste Anne Vignot qui souhaite remettre en discussion ce dossier avec les citoyens afin que « les enjeux de biodiversité, de climat, de ressources en eau soient mieux pris en compte ». Une enquête de l'Ipsos diffusée en janvier 2020 indique que 59 % des sondés sont favorables à la construction de l'écoquartier, 34 % y sont opposés et 7 % ne se prononcent pas.

### Débats

#### Forum des municipales du 17 janvier
Le Forum des municipales, débat proposé par le journal L'Est républicain en partenariat avec la station de radio France Bleu Besançon réunit le 17 janvier 2020 les quatre candidats qui seraient qualifiés pour le second tour selon un sondage diffusé la veille : Anne Vignot, tête de liste de l'union de la gauche, Éric Alauzet (La République en marche), Ludovic Fagaut (Les Républicains) et Jacques Ricciardetti (Rassemblement national). Les échanges sont animés par David Malle, rédacteur en chef de France Bleu Besançon, et Bernard Payot, directeur régional de l'Est républicain.

#### Forum des municipales du 14 février
Le Forum des municipales du 14 février est de nouveau consacré à Besançon et réunit Claire Arnoux (La France insoumise), Anne Vignot, Éric Alauzet et Alexandra Cordier (Sans étiquette) pour débattre sur les thèmes de l'écologie et de l'économie.

#### Émission RTL Midi du 14 février
La station de radio nationale RTL consacre plusieurs reportages à la campagne municipale bisontine lors de la journée du 14 février, en direct de la place de la Révolution à Besançon. L'émission RTL Midi animée par Christelle Rebière propose un débat d'une dizaine de minutes entre Ludovic Fagaut et Anne Vignot, portant sur deux thèmes, la sécurité et l'écologie.

## Sondages
Selon la presse, un sondage non diffusé commandé par le parti La République en marche au début du mois d'août 2019 donnait 25 % ou 24 % des suffrages à la candidate écologiste Anne Vignot, devant la liste Les Républicains à 19 % ou 20 % dont le candidat n'était pas encore dévoilé et la liste d'Éric Alauzet (LREM) à 18 % (16 % si Alexandra Cordier était désignée candidate de LREM), suivis du Rassemblement national (13 %), de La France insoumise et du Parti socialiste autour des 10 % et le Parti communiste à 4 %,.

### Premier tour
| Sondeur | Date                 | Panel | LO     | LFI    | EÉLV-PS-PCF | DVG        | MFC       | LREM    | DVC     | LR     | RN           |
| Sondeur | Date                 | Panel | Friess | Arnoux | Vignot      | Bouhassoun | Allenbach | Alauzet | Cordier | Fagaut | Ricciardetti |
| ------- | -------------------- | ----- | ------ | ------ | ----------- | ---------- | --------- | ------- | ------- | ------ | ------------ |
| Sondeur | Date                 | Panel |        |        |             |            |           |         |         |        |              |
| Ipsos   | 8 au 11 janvier 2020 | 601   | 2      | 6      | 34          | 1          | 3         | 23      | 6       | 15     | 10           |

## Résultats
| Besançon CM 2020                                         |                          |                                               |              |              |             |             |        |        |  |
| Tête de liste                                            | Tête de liste            | Liste                                         | Premier tour | Premier tour | Second tour | Second tour | Sièges | Sièges |  |
| Tête de liste                                            | Tête de liste            | Liste                                         | Voix         | %            | Voix        | %           | CM     | CC     |  |
|                                                          | Anne Vignot              | EÉLV - PS - PCF - G·s - PRG - PP - Cap21 - UE | 7 844        | 31,21        | 11 145      | 43,83       | 40     | 40     |  |
| Besançon par nature                                      |                          |                                               | 7 844        | 31,21        | 11 145      | 43,83       | 40     | 40     |  |
|                                                          | Ludovic Fagaut           | LR                                            | 5 928        | 23,59        | 10 579      | 41,61       | 11     | 11     |  |
| Besançon maintenant                                      |                          |                                               | 5 928        | 23,59        | 10 579      | 41,61       | 11     | 11     |  |
|                                                          | Éric Alauzet             | LREM - MoDem - MEI - UDE                      | 4 746        | 18,88        | 3 700       | 14,55       | 4      | 4      |  |
| L'écologie positive                                      |                          |                                               | 4 746        | 18,88        | 3 700       | 14,55       | 4      | 4      |  |
|                                                          | Claire Arnoux            | LFI                                           | 2 082        | 8,28         |             |             |        |        |  |
| Besançon verte solidaire                                 |                          |                                               | 2 082        | 8,28         |             |             |        |        |  |
|                                                          | Jacques Ricciardetti     | RN                                            | 1 812        | 7,21         |             |             |        |        |  |
| Changeons Besançon                                       |                          |                                               | 1 812        | 7,21         |             |             |        |        |  |
|                                                          | Alexandra Cordier        | DVC                                           | 1 149        | 4,57         |             |             |        |        |  |
| Ensemble ! Avec Alexandra Cordier                        |                          |                                               | 1 149        | 4,57         |             |             |        |        |  |
|                                                          | Karim Bouhassoun         | DVG                                           | 713          | 2,83         |             |             |        |        |  |
| Bisontines - Bisontins, la liste citoyenne de Besançon   |                          |                                               | 713          | 2,83         |             |             |        |        |  |
|                                                          | Jean-Philippe Allenbach  | MFC                                           | 548          | 2,18         |             |             |        |        |  |
| Les Régionalistes                                        |                          |                                               | 548          | 2,18         |             |             |        |        |  |
|                                                          | Nicole Friess            | LO                                            | 307          | 1,22         |             |             |        |        |  |
| Lutte ouvriere - Faire entendre le camp des travailleurs |                          |                                               | 307          | 1,22         |             |             |        |        |  |
|                                                          |                          |                                               |              |              |             |             |        |        |  |
| Votes valides                                            | Votes valides            | Votes valides                                 | 25 129       | 97,19        | 25 424      | 97,45       |        |        |  |
| Votes blancs                                             | Votes blancs             | Votes blancs                                  | 253          | 0,98         | 374         | 1,43        |        |        |  |
| Votes nuls                                               | Votes nuls               | Votes nuls                                    | 473          | 1,83         | 291         | 1,12        |        |        |  |
| Total                                                    | Total                    | Total                                         | 25 855       | 100          | 26 089      | 100         | 55     | 55     |  |
| Abstention                                               | Abstention               | Abstention                                    | 40 853       | 61,24        | 40 636      | 60,90       |        |        |  |
| Inscrits / participation                                 | Inscrits / participation | Inscrits / participation                      | 66 708       | 38,76        | 66 725      | 39,10       |        |        |  |

### Assemblée municipale élue
|                                  |       |       |      |                                            |  |
| Maire de Besançon                |       |       |      |                                            |  |
| Anne Vignot (EÉLV)               |       |       |      |                                            |  |
| Parti                            | Sigle | Sigle | Élus | Groupe                                     |  |
| Majorité (40 sièges)             |       |       |      |                                            |  |
| Europe Écologie Les Verts        |       | EÉLV  | 9    | EÉLV-Société civile                        |  |
| Divers écologistes               |       | ÉCO   | 7    | EÉLV-Société civile                        |  |
| Parti pirate                     |       | PP    | 1    | EÉLV-Société civile                        |  |
| Parti socialiste                 |       | PS    | 8    | PS-Société civile                          |  |
| Divers gauche                    |       | DVG   | 3    | PS-Société civile                          |  |
| Parti communiste français        |       | PCF   | 4    | PCF-Société civile                         |  |
| Divers gauche                    |       | DVG   | 2    | PCF-Société civile                         |  |
| Génération.s                     |       | G·s   | 3    | Génération.s, social, écologie, démocratie |  |
| Divers gauche                    |       | DVG   | 3    | À gauche citoyens !                        |  |
| Opposition (15 sièges)           |       |       |      |                                            |  |
| Les Républicains                 |       | LR    | 6    | Besançon Maintenant                        |  |
| Divers droite                    |       | DVD   | 4    | Besançon Maintenant                        |  |
| La République en marche          |       | LREM  | 1    | Besançon Maintenant                        |  |
| La République en marche          |       | LREM  | 2    | LREM-MoDem-MEI                             |  |
| Mouvement démocrate              |       | MoDem | 1    | LREM-MoDem-MEI                             |  |
| Mouvement écologiste indépendant |       | MEI   | 1    | LREM-MoDem-MEI                             |  |

### Articles
- Sylvia Zappi, « Elections municipales 2020 : à Besançon, l’espoir grandit pour Europe Ecologie-Les Verts », Le Monde,‎ 6 février 2020 (lire en ligne)